# Campo da Graça
O Campo da Graça (Estádio Arthur Morais) foi um estádio de futebol inaugurado em 1920 localizado em Salvador, no estado da Bahia.
Era um estádio onde vários clubes grandes em Salvador jogavam. Galícia, Bahia, Vitória, Ypiranga, Guarany e outros mandavam seus jogos lá.
Também foi no Campo da Graça onde ocorreu o primeiro clássico Ba-Vi da história, em 1932, onde o Bahia venceu o Vitória por 3 a 0.
O Bahia chegou a mandar seus jogos lá até 1951, quando foi inaugurada a Fonte Nova. Pouco depois, o Campo da Graça foi perdendo espaço para outros estádios, a ponto de Vitória e Galícia terem parado de mandar seus jogos lá e depois, construírem seus próprios estádios.